# Walter von Wistinghausen
Walter Siegfried Nikolai von Wistinghausen (auch Wolter Siegfried Nikolai von Wistinghausen, Künstlername: Willbald Wickel, russisch: Вальтер Зигфрид Николай фон Вистингаузен, * 19. Juni 1879 in Tsitre  Gemeinde Kuusalu, Estland; † 26. Februar 1956 in Ludwigsburg) war ein deutsch-baltischer Journalist, Schriftsteller, Übersetzer und Schauspieler.

## Wirken
Die Familie lebte bis zum Tod des Vaters 1883 in Reval, dem heutigen Tallinn. Von 1883 bis 1885 lebte sie in Kolck, gemeinsam mit ihren vier Kindern zog die Mutter 1885, nach dem Tode des Vaters nach Dorpat. Walter v. W. besuchte von 1886 bis 1890 das Kollmannsche Klassische Privatgymnasium in Dorpat und erhielt von 1890 bis 1892 Privatunterricht. Er ging ab 1893 auf das Lajus’sche Gymnasium in Reval, von 1896 bis 1897 auf das Nikolaigymnasium, danach auf die Kathedralschule in Sankt Petersburg. Von 1898 bis 1900 war er praktischer Landwirt auf Gut Vääna bei der Familie des Barons von Stackelberg. Von 1900 bis 1901 war er Verwalter des Gutes Gurbatov im Gouvernement Rjasan, südlich von Moskau und ab 1902 nahm er an einer Ausbildung in der Herstellung von Milchprodukten in Ostpreußen teil. Zwischen 1907 und 1917 bekleidete er unterschiedliche Verwaltungsposten, so war er von 1911 bis 1912 Mitglied des Stabes der estländischen Gouverneursregierung, 1912 Inspektor einer russischen Versicherungsgesellschaft und von 1913 bis 1917 Beamter der estländischen Ritterschaft. Bereits seit 1907 arbeitete er für den estländischen Gouverneur in Presseangelegenheiten und Zensur.
Seine künstlerische Karriere begann 1907 unter dem Künstlernamen Willibald Wickel in der „Dramatischen Gesellschaft“ in Reval, in der er seit 1913 Vorstandsmitglied war. Er trat als Laiendarsteller in zahlreichen, überwiegend in komischen Rollen und Aufführungen auf. In dieser Zeit übersetzte er die bekannteste estnische Komödie  „Pisuhänd“ (1913) von Eduard Vilde (1865–1933), die unter dem deutschen Titel „Der Schratt“ veröffentlicht wurde. Mit Schülern der Ritter- und Domschule zu Reval und jungen Damen der Revaler Gesellschaft inszenierte er, trotzt des offiziellen Verbotes der deutschen Sprache, mehrere Theaterstücke. 1929 spielte er in dem estnischen Stummfilm „Dollarid“, unter der Regie von Mihkel Lepper (1900–1980), mit. In den Jahren 1924 bis 1939 war er Herausgeber und Theaterkolumnist der Revalschen Zeitung, in der er mehr als 700 Artikel über Theater, Film und Ballett veröffentlichte. In Folge der Umsiedlung der deutsch-baltischen Bevölkerung kam er im November 1939 nach Deutschland. Von 1940 bis 1943 war er als Prüfer bei der Auslandsbrief-Prüfstelle in Berlin eingesetzt worden. Er wurde 1943 nach Estland versetzt und war Zensor bei der deutschen Zivilverwaltung für die estnische und russische Presse in Tallinn und Tartu und Lektor für die estländische Presse und Literatur beim Pressechef des Reichskommissars  für das Ostland in Riga. Von 1943 bis 1944 war er in der von der deutschen Besatzung geleiteten Zensurabteilung tätig. Ende März 1944 gelang ihm die Flucht nach Deutschland.

## Herkunft und Familie
Walter von Wistinghausen stammte aus der baltischen Adelsfamilie von Wistinghausen, die seit der Mitte des 17. Jahrhunderts in Raval ansässig war. Sein Vater war der Kammerherr und Dr. med. Karl Alexander von Wistinghausen (1826–1883), der in zweiter Ehe mit Adelheid Gräfin von Stenbock (1849–1922) verheiratet war. Walter heiratete Isolde von Ungern-Sternberg (1882–1910), ihr Sohn Rudolf von Wistinghausen (1905–1981) war deutscher Botschafter in Togo und sein Enkelsohn Henning von Wistinghausen (* 1936) war von 1991 bis 1995 der erste Botschafter der Bundesrepublik Deutschland in der Republik Estland.

## Werke
Während des Zweiten Weltkriegs hat er das zweibändige Sammelwerk über das erste russische Besetzungsjahr in Estland „Das Leidensjahr des estnischen Volkes“ (Eesti rahva kannatuste) übersetzt, die Übersetzung wurde jedoch nicht veröffentlicht. Weiterhin übersetzte er, gemeinsam mit Fred Ottow, den Roman „Der gute Hafen“ (Hea sadam) des estnischen Schriftstellers August Mälk aus dem Jahre 1942, welches 1947 in Berlin erschien. Seine Memoiren sollten ursprünglich 13. Kapitel beinhalten, davon ist das erste Kapitel „Aus meiner näheren Umwelt“(ISBN 9789985825495) erhalten geblieben. Weitere Werke sind:
- Ein Schock Rätsel in Versen. Wistinghausen, Ludwigsburg, Württ. (1950).
- Verwalter Pirk sein Hausboesie. 2. Auflage. Hannover – Döhren 1965.
- Das Gespenst von Pokrowskoje und andere Erzählungen. (= Die baltische Bücherei. Band 3). Hannover Döhren 1960.